# リローン・ベネット・ジュニア

1973年。エボニーに記事を書く。

リローン・ベネット・ジュニア（Lerone Bennett, Jr., 1928年10月17日 - 2018年2月14日）は、アフリカ系アメリカ人の学者、作家、社会歴史家である。
米国の人種問題の分析で知られる。
彼の最も有名な作品は『メイフラワー前』と『栄光に強制』。

## 人物
1928年10月17日にミシシッピ州クラークスデールにて、Leroneベネットとアルマリードの息子として誕生。
若い頃、家族といっしょにミシシッピ州ジャクソンへ引っ越した。
ベネットはアトランタ（ジョージア州）のモアハウス・カレッジを卒業。知的発達に不可欠だったと、この時期を振り返っている。カッパアル・ファプサイ友愛会のメンバーだった。

## 経歴
1958年にエボニー誌の編集長に昇進し、数十年務めた。アフリカ系アメリカ人の歴史の記事を出版し、そのうちのいくつかは彼の本の種（たね）になった。
さらに、ベネットは、アフリカ系アメリカ人としての経験からいくつかの本を書いた。
代表作に『ブラック·アメリカ、1619年から1962年の歴史』『メイフラワー前と栄光を余儀なく』『エイブラハム·リンカーンの白い夢』などがある。

## 私生活
彼は1956年7月21日にグロリア・シルベスターと結婚。アルマ・ジョイ、コンスタンス、コートニー、そしてリローン3世の4人の子供をもうけた。
2018年2月14日に死去。

## 名誉
モアハウス大学、ウィルバーフォース大学、マーケット大学、ボーヒーズ大学、モーガン州立大学、イリノイ大学、リンカーン大学、およびディラード大学から名誉学位を授けられた。

## 作品
- 抗議のパイオニア：ブラックパワーアメリカ
- ブラック·アメリカのシェーピング
- メイフラワー前：ブラック·アメリカ、1619-1962の歴史（1962）
- 伝記マーティン·ルーサー·キング：男性のマナー
- 対決：白黒（1965）
- ブラックパワー米国：復興1867-1877の人間的側面 （1967）
- 抗議の開拓者たち（1968）
- ブラックネスの挑戦（1972）
- 水中のウェイド：黒人歴史における偉大な瞬間（1979）
- 栄光を余儀なく：エイブラハム·リンカーンのホワイト·ドリーム（2000）